# Jackals
Jackals ist ein US-amerikanischer Horrorfilm von Kevin Greutert aus dem Jahr 2017.

## Handlung
1983 wird Jimmy Levine von Familie Powell als Deprogrammierer angeheuert, um Justin, den jüngsten Sohn der Familie, aus einer mörderischen Sekte zu befreien. Sie gehen von einer Gehirnwäsche durch die Sekte aus. Levine entführt zusammen mit dem Vater Andrew Powell Justin und bringen ihn zu einer Waldhütte, wo er umgedreht werden soll. In der Hütte sind des Weiteren Kathy, die von Andrew geschiedene Mutter der Familie, Justins Bruder Campbell, Samantha, Justins Exfreundin, sowie ihre gemeinsame Tochter Zoey, die noch ein Säugling ist.
Die ersten Versuche, Justin zur Vernunft zu bringen, scheitern. Stattdessen erscheint ein weibliches Mitglied der Sekte in Fuchsmaske vor dem Haus und ritzt das Symbol der Sekte in einen Stein. Jimmy versucht sie zu stellen, läuft dabei jedoch in eine Falle. Die Sektenmitglieder foltern ihn und schneiden ihm den Bauch auf. Schließlich attackieren sie die Familie. Andrew und Campbell können einige von ihnen töten. Die Sektenmitglieder belagern nun das Haus. Sie geben der Familie Jimmy als Ablenkungsversuch zurück, der aber kurz darauf seinen Verletzungen erliegt.
Schließlich versucht die verzweifelte Familie als Ablenkung Justin einzutauschen. Währenddessen versucht Campbell Hilfe zu holen. Bei seinem Fluchtversuch wird er jedoch gefangen genommen. Vor den Augen der Familie beginnt die Sekte nun Campbell zu verbrennen. Dies führt dazu, dass sich Vater und Mutter fangen lassen und ebenfalls getötet werden.
Zurück bleiben Justin, Samantha und Zoey. Es gelingt nun Samantha zu Justin durchzudringen. Er kehrt zur Sekte zurück und verschafft damit Samantha Zeit mit ihrer gemeinsamen Tochter zu fliehen. Als sie ein Auto anhält, taucht hinter ihr ein Sektenmitglied auf.

## Hintergrund
Nach dem Filmschnitt beim Home-Invasion-Film The Strangers von Bryan Bertino entstand bei Kevin Greutert die Idee zu einem eigenen Film dieses Genres. Er suchte lange nach einem passenden Drehbuch, bis er das Skript von Jared Rivet fand. Rivet hatte das Skript 2006 geschrieben, nachdem er in einem Büro für Audiointerviews ein Interview mit einem Deprogrammierer transkribiert hatte. Das Skript vermittelte er an Ryan Turek von Blumhouse Production. Tobe Hooper zeigte Interesse, arbeitete jedoch zunächst an einem Remake von The White Zombie, für das er ebenfalls auf ein Drehbuch von Rivet zurückgriff. Das Projekt kam jedoch nicht zustande. So versuchte sich Tobe Hooper an einer Verfilmung von Jackals, scheiterte jedoch an der Finanzierung.
Greutert schließlich übernahm das Drehbuch und ließ den Film unabhängig finanzieren.
Der Film hatte seine Premiere am 11. August 2017 auf dem Popcorn Frights Film Festival. Der Film erschien in den Vereinigten Staaten am 1. September 2017 auf DVD. Eine Kinoauswertung hatte er in Litauen, den Vereinigten Arabischen Emiraten und in Russland. Er spielte weltweit 85.410 US-Dollar ein. In Deutschland erschien er erst 2021 auf DVD, Blu-Ray sowie als limitiertes Mediabook über die Firma Nameless.

## Rezeption
Das Lexikon des internationalen Films schrieb: „Da es dem Film nicht gelingt, Empathie für seine holzschnitthaften Figuren zu erregen, beschränkt sich sein dürftiger Reiz auf formelhafte Zusammenstöße zwischen Belagerern und Belagerten.“